# Homeless (película)
Homeless (también conocida como: Homeless: La película) es una película de ciencia ficción y comedia negra satírica animada para adultos chilena-argentina de 2019 escrita y dirigida por Jorge Campusano, José Ignacio Navarro y Santiago O'Ryan en sus debuts como directores. Está basada en la serie de televisión del mismo nombre de José Ignacio Navarro.

## Sinopsis
Cuando se desata la peor crisis financiera global de la historia, un grupo de vagabundos marginales se enfrenta a la dictadura de la última sociedad aún en pie. Los vagabundos quieren restaurar el sistema, el que tanto desprecian, para que puedan poner su campamento debajo de un puente.

## Reparto
Los actores que participaron en esta película son:
- Iván Fernández como Germán
- Elliot Leguizamo como Mickey Rata
- Bernardo Rodríguez como Jackie
- Sebastian Rosas como Raúl
- Emiliano Vanosa como Quesilla
- Gerardo Vázquez como Waldo Alegría

## Lanzamiento
Homeless tuvo su estreno mundial el 14 de junio de 2019 en el Festival Internacional de Cine de Animación de Annecy. Se estrenó comercialmente el 29 de agosto de 2019 en cines chilenos.

## Recepción

### Recepción crítica
Ezequiel Boetti de Página/12 escribió: "Homeless es un film valioso en su intencionalidad punk y disruptiva aunque no del todo redondo en su ejecución".

### Premios y nominaciones
| Año  | Premio / Festival                                     | Categoría                                      | Recipiente | Resultado | Ref.   |
| ---- | ----------------------------------------------------- | ---------------------------------------------- | ---------- | --------- | ------ |
| 2019 | Festival Internacional de Cine de Animación de Annecy | Sección Contrechamp - Mejor película           | Homeless   | Nominada  | [ 11 ] |
| 2020 | Premios Quirino                                       | Mejor largometraje de animación iberoamericano | Homeless   | Nominada  | [ 12 ] |
| 2021 | Festival de Cine de La Habana                         | Mejor película de animación                    | Homeless   | Ganadora  | [ 13 ] |